# Collines Opeongo
Les collines Opeongo (parfois désignées monts Opeongo ou hautes terres de la Madawaska, principalement les collines les plus à l'est) sont un massif de montagnes situé dans la province canadienne de l'Ontario. Isolé, le massif est entouré par les basses terres du lac Ontario (au sud) et du lac Huron (à l'ouest) et du graben d'Ottawa-Bonnechère (au nord et à l'est).
Il s'agit d'un massif isolé du bouclier canadien faisant partie des Hautes terres laurentiennes.

## Géographie

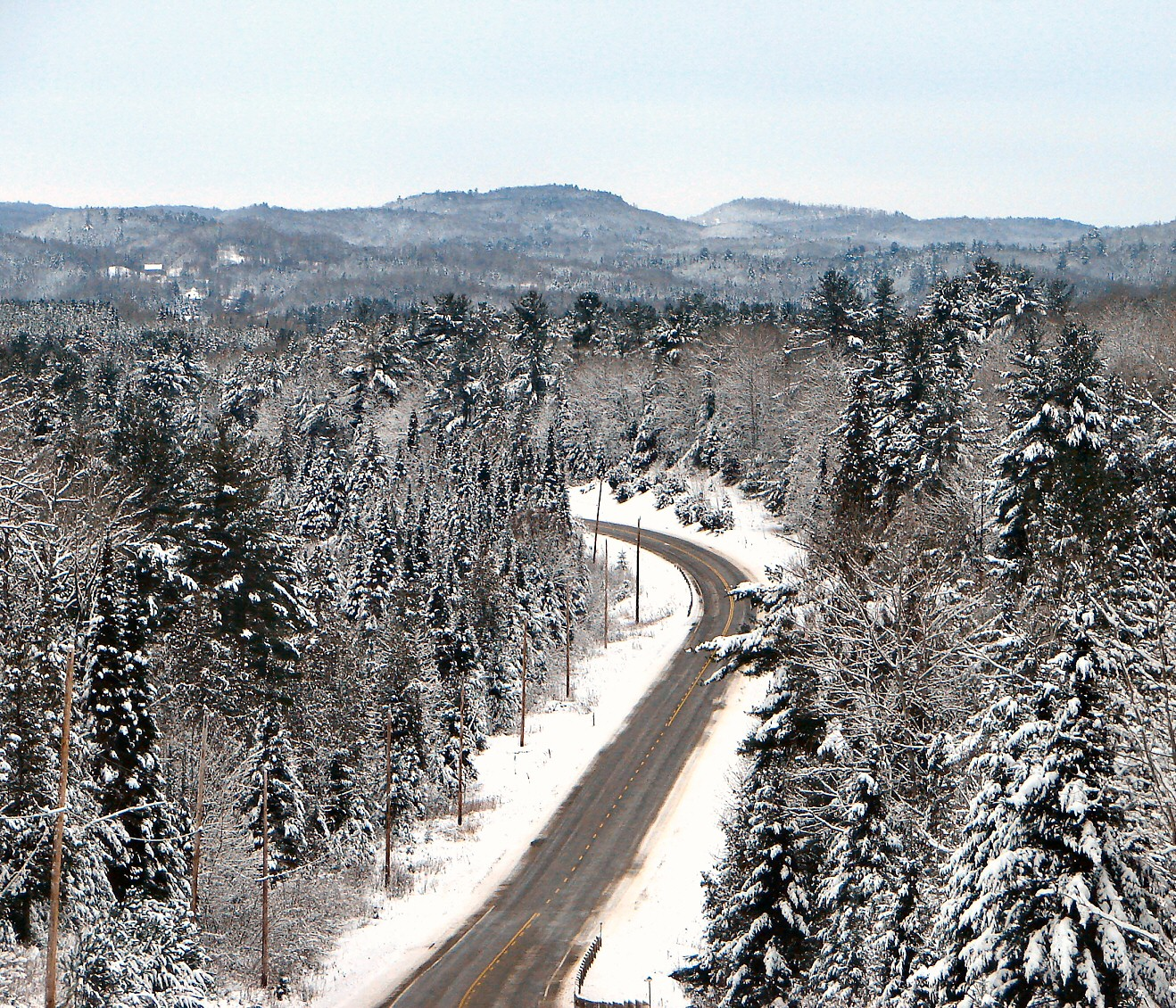
La route 28 passe à travers les collines Opeongo.

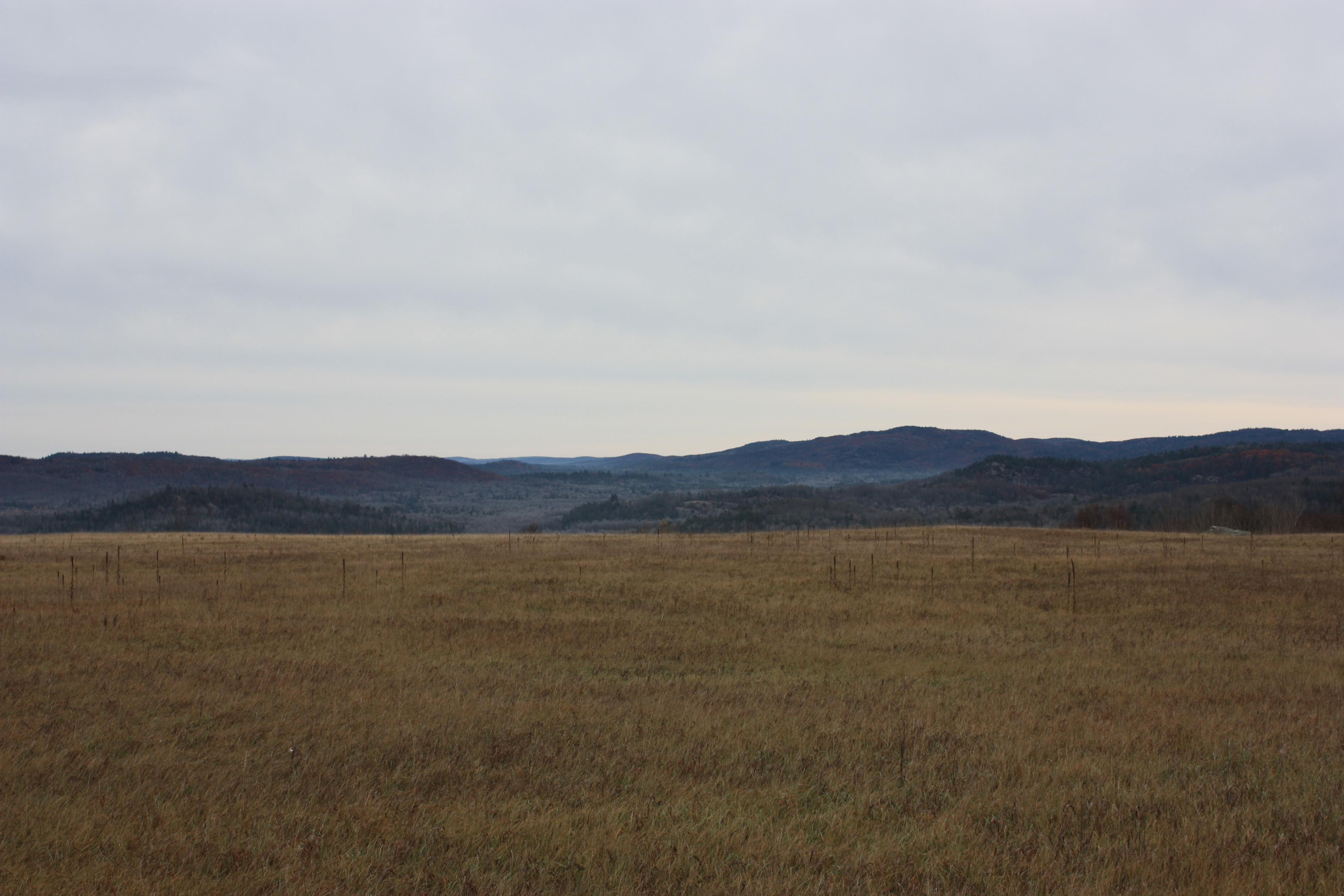
Hautes terres de la Madawaska

### Localisation
Les collines sont partagées entre les régions du Centre de l'Ontario et de l'Est de l'Ontario. Les collines sont traversées par les rivières Madawaska et Opeongo.

### Topographie
L'altitude maximale est de 586 mètres.
- Mont Pakenham (220 m)
- Mont Robillard (466 m)
- Montagne Tower (515 m)

## Attraits

### Parcs provinciaux
- Parc provincial Algonquin
- Parc provincial Bell Bay
- Parc provincial Bon Écho
- Parc provincial Bonnechère
- Parc provincial Bonnechère River
- Parc provincial Opeongo River
- Parc provincial Silent Lake
- Parc provincial Upper Madawaska River